# Veletov
Veletov (en allemand : Welletau) est une commune du district de Kolín, dans la région de Bohême-Centrale, en République tchèque. Sa population s'élevait à 261 habitants en 2020.

## Géographie
Veletov est arrosée par l'Elbe et se trouve à 4 km au sud-ouest de Týnec nad Labem, à 7,5 km à l'est de Kolín et à 63 km à l'est de Prague.
La commune est limitée par Konárovice à l'ouest et au nord, par Týnec nad Labem au nord et à l'est, et par Svatý Mikuláš et Starý Kolín au sud.

## Histoire
La première mention écrite de la localité date de 1306.

## Transports
Par la route, Veletov se trouve à 5 km de Týnec nad Labem, à 9,5 km de Kolín et à 77 km de Prague.